# Adinandra dubia
Adinandra dubia är en tvåhjärtbladig växtart som beskrevs av Clarence Emmeren Kobuski. Adinandra dubia ingår i släktet Adinandra och familjen Pentaphylacaceae. Inga underarter finns listade i Catalogue of Life.